# Vers (Fluss)
Die 8,4 km lange Vers ist mit einem Einzugsgebiet von über 40 km², welches den Südwestarm des Naturraumes Salzbödetal einnimmt, der mit Abstand wichtigste Nebenfluss der Salzböde im mittelhessischen Gladenbacher Bergland.

## Name
Der Onomastiker Jürgen Udolph leitet den Bachnamen Vers von der indogermanischen Wurzel *pers- für „sprühen“, „spritzen“ ab. Die Vers wäre demnach „die Sprühende“ oder „die Spritzende“. Ähnliche Gewässernamen sind u. a. in Nordwestdeutschland zu finden, wie beispielsweise die Verse, ein Nebenfluss der Lenne im Sauerland.

## Geographie

### Verlauf
Die Quelle der Vers befindet sich unmittelbar an der Wasserscheide zwischen ihrem Mutterfluss Salzböde und dem Dill-Zufluss Aar, der den westlich angrenzenden Naturraum Niederweidbacher Becken entwässert. Sie wird von der Landesstraße 3047 zwischen dem Dünsberg im Süden und der Zollbuche im Norden westlich halb umkreist und liegt im Lahn-Dill-Kreis, etwa 1,5 km südöstlich von Wilsbach (Gemeinde Bischoffen) und etwa 2 km nordöstlich von Erda (Gemeinde Hohenahr).
Schon bald verlässt der Fluss den Lahn-Dill-Kreis nach Osten, durchquert ein kurzes, unbesiedeltes Stück des Landkreises Gießen und erreicht den Landkreis Marburg-Biedenkopf, wo sich die Vers nach Nordosten wendet. Westlich von Kirchvers (Gemeinde Lohra) fließt ihr rechtsseits der Frankenbach zu, der vom gleichnamigen Ort (Gemeinde Biebertal, Landkreis Gießen) her naht.

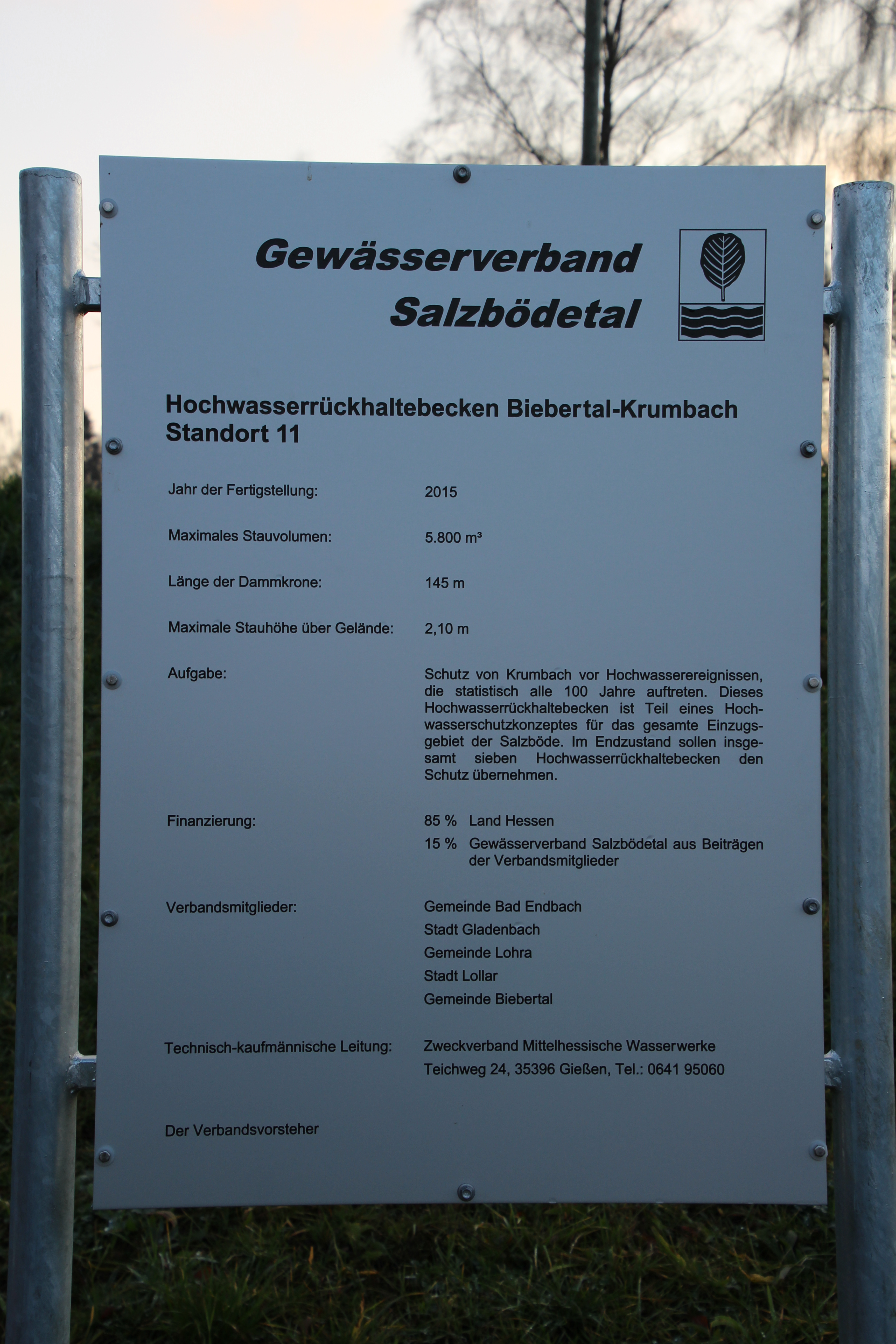
Hinweisschild mit Daten zum Rückhaltebecken des Krumbachs

Am nördlichen Ortsrand von Kirchvers mündet der vom Nordhang des Dünsberg und dem Ort Krumbach (ebenfalls Biebertal) kommende Krumbach auf gleicher Seite in die Vers; bevor der Krumbach den gleichnamigen Ort durchfließt, wurde 2015 an ihm ein 5800 m³ fassendes Rückhaltebecken errichtet, das bei Hochwasser Vers, Salzböde und Lahn entlastet.

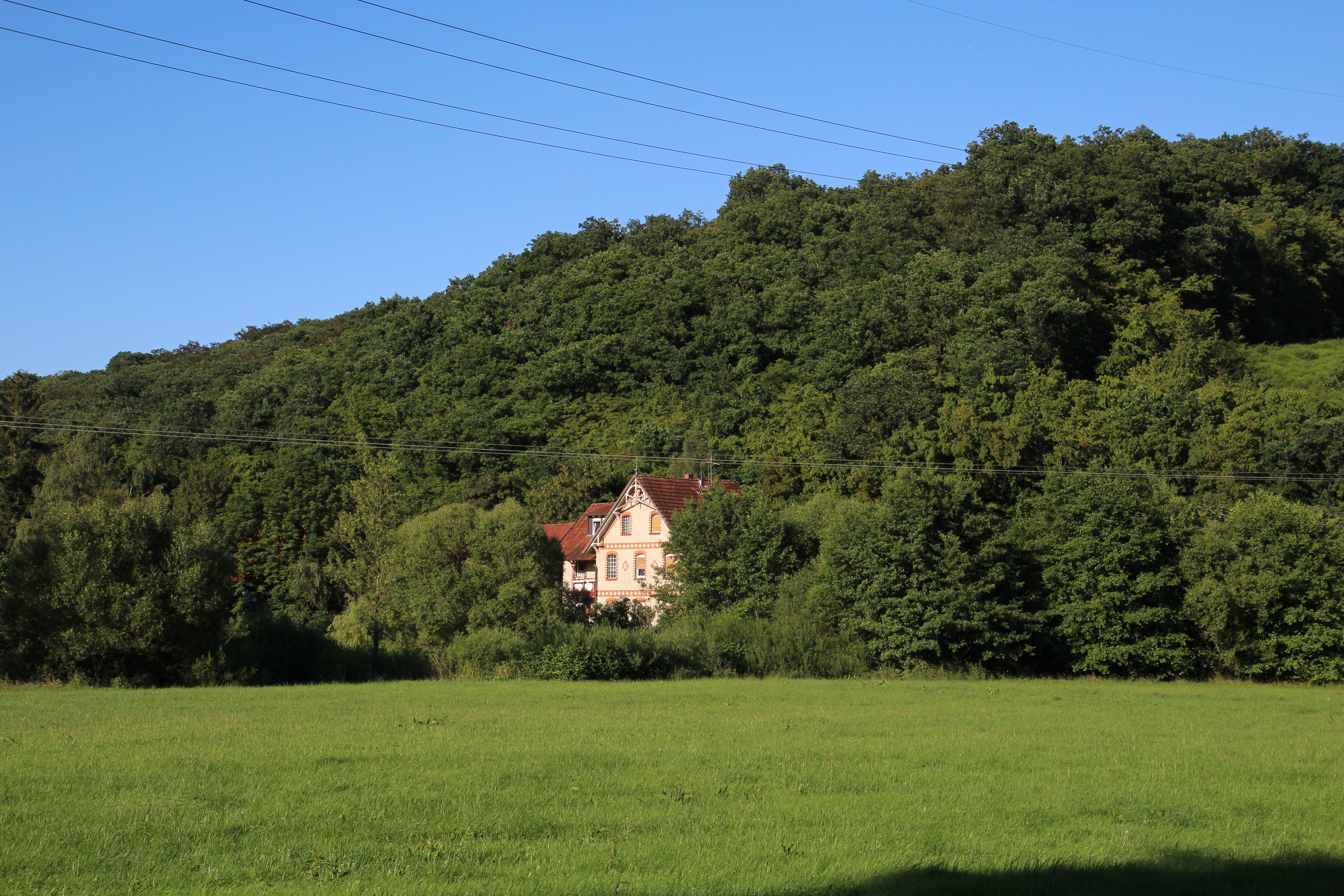
Bei der Rauchmühle mündet die Vers in die Salzböde. Von der Position des Betrachters liegt die Mündung direkt rechts neben der Mühle am Übergang zwischen Wiese und verbuschten Gelände

Im folgenden Verlauf bleibt die Vers stets auf Lohraer Gemarkung und begleitet/begrenzt den Krofdorfer Forst, der wie der Dünsberg Teil des Naturraumes Krofdorf-Königsberger Forst ist, im Nordwesten. Von links fließt ihr erst aus Richtung Weipoltshausen der Windelbach, dann der dem östlichen Süden des Naturraumes Zollbuche entsprungene, von Rodenhausen, Seelbach, Rollshausen und Altenvers kommende Krebsbach zu.
Unmittelbar unterhalb Reimershausens mündet die Vers schließlich bei der Rauchmühle von rechts in die Salzböde, die sofort nach der Mündung den Naturraum Salzbödetal verlässt und den Krofdorfer Forst in südöstliche Richtungen durchquert.

### Nebenflüsse
Folgende Nebenflüsse fließen der Vers zu:
| Name             | Zufluss- seite | Länge [km] | Einzugs- gebiet [km²] | Mündungs- höhe [m. ü. NN] | Mündungs- ort                      | DGKZ       |
| ---------------- | -------------- | ---------- | --------------------- | ------------------------- | ---------------------------------- | ---------- |
| linker Quellbach | links          | 2,6        |                       | 246                       | Wald des Quellgebietes             | 258348-114 |
| Frankenbach      | rechts         | 3,3        |                       | 213                       | oberhalb Kirchvers                 | 258348-192 |
| Krumbach         | rechts         | 4,6        | 6,216                 | 210                       | Kirchvers                          | 258348-4   |
| NN               | rechts         | 2,5        |                       | 203                       | unterhalb Kirchvers                | 258348-52  |
| Windelbach       | links          | 6,0        |                       | 198                       | zwischen Kirchvers und Reimershsn. | 258348-72  |
| Krebsbach        | links          | 7,0        | 12,443                | 192                       | oberhalb Reimershausen             | 258348-8   |